# تاديوز بيوتروفسكي
تاديوز بيوتروفسكي (بالبولندية: Tadeusz Piotrowski) هو عالم اجتماع ومؤرخ بولندي، ولد في 10 فبراير 1940 في الجمهورية البولندية الثانية.